# Florental
Florental ist eine Anfang des 20. Jahrhunderts durch die französischen Züchter Joanny und Rémy Bourdin  gezüchtete Rotweinsorte. Sie ist eine Kreuzung zwischen Seibel 8365 und der Rebsorte Gamay.  Es handelt sich dabei um eine überaus komplexe Züchtung, in der Gene der Wildreben Vitis labrusca, Vitis rupestris, Vitis aestivalis, und Vitis vinifera vorhanden sind. Ab 1925 züchteten Joanny und sein Sohn Rémy etliche interspezifische Rebsorten im Kampf gegen die Reblaus. Florental war jedoch die einzige Sorte ihrer Zuchtreihe, die in die französische Sortenliste aufgenommen wurde.
Aufgrund der frühen Reife findet man die Rebsorte in Anbaugebieten mit kühlem Klima. In Frankreich war sie häufig in den kühlen Regionen des Burgund, an der Loire und im Savoie verbreitet. 
Synonym: die Zuchtstammnummer Burdin 7705.
Abstammung: Seibel 8365 x Gamay. Seibel 8365 ist seinerseits eine Kreuzung der Rebsorten Seibel 5410 und Seibel 4643 (auch Roi des Noirs genannt).

## Ampelographische Sortenmerkmale
In der Ampelographie wird der Habitus folgendermaßen beschrieben:
- Die Triebspitze ist offen. Sie ist spinnwebig behaart, die Spitzen sind grünlich mit leicht karminrotem Anflug. Die Jungblätter sind ebenfalls nur spinnwebig behaart und bronzefarben gefleckt (Anthocyanflecken).
- Die mittelgroßen Blätter (siehe auch den Artikel Blattform) sind fünflappig und mäßig  gebuchtet. Die Stielbucht ist U-förmig offen. Das Blatt ist spitz gesägt. Die Zähne sind im Vergleich der Rebsorten eng gesetzt.
- Die walzen- bis kegelförmige Traube mittelgroß, geschultert und dichtbeerig. Die rundlichen Beeren sind mittelgroß und von violett-schwarzer Farbe.

Die früh austreibende Rebsorte reift ca. 6 Tage nach dem Gutedel und ist somit innerhalb der roten Rebsorten sehr früh reifend, so dass sie in kühlen Lagen ausreifen kann. Die Sorte ist empfindlich gegen die Grauschimmelfäule. Zudem ist die Sorte nicht sehr wüchsig.
Siehe auch den Artikel Weinbau in Frankreich sowie die Liste von Rebsorten.